# Árstíðir
Árstíðir (pol. Pory roku) – islandzki zespół indie-folkowy, łączący brzmienia muzyki klasycznej, progresywnego rocka oraz muzycznego minimalizmu. Został założony w Reykjavíku w 2008 roku.

Członkami grupy są: Gunnar Már Jakobsson (gitara), Daniel Auðunsson (gitara) i Ragnar Ólafsson (klawisze). Gościnnie występuje z zespołem Guillaume Lagravière (wiolonczela).
Ponadto, wszyscy członkowie zespołu śpiewają.
Byli członkowie: Karl James Pestka (skrzypce), Hallgrímúr Jónas Jensson (wiolonczela), Jón Elísson (fortepian).

## Dyskografia
- Árstíðir (2009)[3]
- (EP) Live at Fríkirkjan (2009)
- Svefns og vöku skil (2011)[4]
- (Remix EP) Tvíeind (2012)[5]
- Hvel (2015)
- Verloren Verleden (2016) z Anneke van Giersbergen
- Nivalis (2018)
- Garðurinn minn (2018) z Magnúsem Þórem Sigmundssonem

## Teledyski
| Rok  | Tytuł                  | Reżyseria                  | Album               |
| ---- | ---------------------- | -------------------------- | ------------------- |
| 2010 | "Brestir"              | Gunnar Bjarni Guðbjörnsson | Svefns og vöku skil |
| 2010 | "Ljóð í sand"          | Gunnar Bjarni Guðbjörnsson | Svefns og vöku skil |
| 2012 | "Shades"               | Helgi Johannsson           | Svefns og vöku skil |
| 2012 | "Days & Nights"        | Gunnar Bjarni Guðbjörnsson | Svefns og vöku skil |
| 2013 | "Á meðan jörðin sefur" | Gunnar Bjarni Guðbjörnsson | Tvíeind             |
| 2013 | "Á meðan jörðin sefur" | Eggor Kree                 | Tvíeind             |

## Nagrody i wyróżnienia
| Rok  | Kategoria        | Nagroda                  | Uwagi     |
| ---- | ---------------- | ------------------------ | --------- |
| 2009 | Album "Árstíðir" | #1 w Iceland Album Chart | Nominacja |